# Vlierluis
De vlierluis (Aphis sambuci) is een halfvleugelig insect uit de bladluizenfamilie van de Aphididae. De primaire waardplant is Sambucus en de secundaire waardplant zijn vooral planten uit de familie Caryophyllaceae. De luizen leven in dichte kolonies op de jonge takjes. Soms blijven ze de gehele zomer op de primaire waardplant. Mannetjes worden naar het schijnt alleen gevormd op de secundaire waardplant.

## Kenmerken
De lichaamslengte is 2 tot 3,5 mm. De lichaamskleur varieert van blauwgroen of grijsgroen tot blauwgrijs tot gitzwart. Het lichaamsoppervlak kan bedekt zijn met grijze tot witte was, het uiteinde van de buik is stomp afgerond. Ze dragen ook twee donkere, langwerpige en puntige sifons op het bovenoppervlak van hun buik, die ze gebruiken om defensieve afscheidingen te produceren. Deze kunnen aanvallers monddelen plakken. Dit heeft echter geen invloed op de belangrijkste roofdieren zoals lieveheersbeestjes of gaasvliegen. Ook worden alarmferomonen geproduceerd, die naburige bladluizen waarschuwen voor hun predatoren. Bij gevleugelde exemplaren zijn de vleugels transparant en hebben ze donkere aderen. Poten, antennes en sifons van bladluizen zijn meestal zwartachtig op vlier, bruinachtig in de wortelkolonies van secundaire waardplanten.

## Verspreiding en habitat
De soort komt voor in grote delen van Europa, Noord-Amerika en kleine delen van West-Azië. In Europa is hij vooral bekend uit Midden- en Noord-Europa, maar afwezig in de noordelijke delen van Scandinavië of Ierland. Het is ook wijdverbreid tot in Turkije en de Kaukasus. In Noord-Amerika komt het voor van Mexico tot het zuiden van Canada.
De zwarte vlierluis leeft in bossen, zoals bossen, struiken, parken en tuinen. Hij leeft bijna uitsluitend op vlierbessen, zijn primaire gastheer, maar in de zomer ook op andere planten (secundaire gastheren) zoals weegbree, zuring, steenbreek of kruidnagelplanten. De vlierluis is daarom afhankelijk van leefgebieden met vlierbessen. Het is een veel voorkomende soort in geschikte habitats.

## Levenswijze
Uit de overwinterende eieren, die in verborgen takspleten of bladoksels van vlierbessen worden gelegd, komen in het voorjaar, rond eind maart tot begin april, vleugelloze vrouwtjes uit, die zich parthenogenetisch kunnen voortplanten. Ze vormen kolonies op de jonge scheuten en bladeren, die bijna altijd worden bezocht door mieren die de honingdauw als voedsel gebruiken. Parthenogenetische voortplanting is belangrijk voor de voortplanting van bladluizen, aangezien een enkel vrouwtje binnen enkele maanden meer dan duizend nakomelingen kan produceren. Sommige van deze nakomelingen zijn gevleugeld en sommige zijn vleugelloos. Gevleugelde bladluizen verlaten hun waardplanten om een nieuw leefgebied te zoeken. Als dit de secundaire waardplanten zijn, zuigen de vleugelloze nakomelingen aan de wortels hiervan. Latere generaties dragen echter weer vleugels om terug te kunnen migreren naar de oudere. In de herfst komen mannetjes tevoorschijn om de laatste vrouwelijke generatie van het jaar voor de winter te bevruchten. Dit zorgt voor een grotere verscheidenheid aan genetisch materiaal. De eieren worden dan weer afgezet op vlier en overwinteren, maar soms overleven volwassen luizen op de wortels van de secundaire gastheren.
Bladluizen zuigen het sap van hun waardplanten op om zich te voeden. Als gevolg hiervan verliezen bladeren kunnen plooien, oprollen of tips van scheuten afsterven. Ze kunnen ook virale ziekten overbrengen. Dit kan een schadelijk effect hebben op de vlierbloesemproductie. Meestal migreren echter veel bladluizen in de zomer naar de secundaire waardplanten, zodat er geen massale aantasting van de vlier is. Kleverige honingdauw wordt uitgescheiden door de insecten. In de zomer is de groene perzikluis (Myzus persicae) ook te vinden op zwarte vlier, samen met de vlierluis, ook Aphis craccivora en Myzus ornatus. Hoewel ze op vlierbessen zuigen, hebben ze talloze roofdieren, hoewel sommige soorten, zoals het zevenstippelig lieveheersbeestje, de soort lijken te mijden. Het is echter bekend dat het tweestippelig lieveheersbeestje ze wel eet. De larven van sommige zweefvliegen voeden zich ook met de oudere bladluis.